# Lee, Illinois
Lee là một làng thuộc quận Lee, tiểu bang Illinois, Hoa Kỳ. Năm 2010, dân số của làng này là 337 người.

## Dân số
Dân số qua các năm:
- Năm 2000: 313 người.
- Năm 2010: 337 người.